# Escut de Bellmunt d'Urgell
L'escut oficial de Bellmunt d'Urgell té el següent blasonament:
Escut caironat: de gules, un mont de sable movent de la punta, somat d'una puput d'or embellida de sable. Per timbre, una corona de poble.

## Història
Va ser aprovat el 17 de novembre del 2009 i publicat al DOGC núm. 5520 del 4 de desembre del mateix any; l'expedient d'adopció de l'escut municipal havia estat iniciat per l'Ajuntament el 31 de gener del 2008 i va ser aprovat pel Ple el 16 de juliol del 2009.
Es tracta de l'escut utilitzat tradicionalment, amb el mont com a senyal parlant, que representa la situació geogràfica del poble dalt d'un turó, i la puput que al·ludeix a la presència habitual d'aquest ocell al territori, arran de la qual els habitants d'aquesta localitat són coneguts com a «puputs» pels seus veïns.